# Бастид, Линда
Линда́ Басти́д (фр. Linda Bastide, известная также под псевдонимами: Линда́ Ванда́ль фр. Linda Vandal и Жакли́н Ванда́ль фр. Jacqueline Vandal; 29 марта 1935, Фиту, Франция) — французская киноактриса, модель, писательница, поэтесса и художница.

## Биография

### Кино
Линда Бастид родилась в Фиту, маленьком южном городке, где жили её «испанские предки начиная с 1697 года» в семье учителей. После непродолжительной работы учительницей в муниципальной школе городка Буис в том же департаменте Од, в возрасте 17 лет она приезжает в Париж и поселяется на Монмартре. Актёрской профессии Линда Бастид обучается на курсе драматического искусства Соланж Сикар (фр. Solange Sicard) (у этой актрисы в своё время учились также Симона Синьоре и Робер Оссейн) и тогда же от педагога она получает прозвище, которое находит забавным и делает его своим актёрским псевдонимом, когда вскоре станет сниматься в кино.
Её кинокарьера начинается в 1953 году со съёмок в короткометражном фильме Le Chemin de l'étoile (Путь звезды) Жана Мусселя (фр. Jean Mousselle), в следующем году она исполняет эпизодическую роль в его же полнометражном фильме Le Pain vivant.
Параллельно она работает манекенщицей у кутюрье Жака Эстереля (фр. Jacques Esterel) и моделью парикмахера-стилиста Жака Дессанжа (фр. Jacques Dessange), который красит её волосы в разные цвета.
В 1958 году она снимается в небольшой роли у Мориса Клоша (фр. Maurice Cloche) в драме Prisons de femmes (Женские тюрьмы), а потом на коктейле у издателя, устроенного по поводу награждения сборника её стихов À cloche-coeur (В сердце-колокол) Призом муз (фр. Prix des Muses), Линду Бастид встречает итальянский режиссёр Франческо Рози и приглашает её на роль первого плана в его фильме I magliari (Барахольщики) с Альберто Сорди. В следующем году греческий режиссёр Костас Караджаннис (греч. Kostas Karagiannis) доверяет ей главную женскую роль в драме To nisi tis agapis (Остров любви). Вернувшись из Греции, она получает предложение от неизвестного провинциального режиссёра Полы Дельсоль сыграть в её фильме «Дрейф» главный персонаж Жаклин. Дельсоль даёт ей в титрах имя своей героини, более простое по мнению режиссёра, с которым Линда Бастид продолжит сниматься в следующих пяти своих фильмах.
«Дрейф» выходит в прокат только в 1964 году и в этот же год на Каннском кинофестивале получает премию киноклубов. Линда Бастид обращает на себя внимание критики и часто появляется в журналах на задней обложке, предназначенной для молодых красавиц экрана.
Съёмки в 1964 году в криминальной комедии Ces dames s’en mêlent (Только женщин тут не хватает) с Эдди Константином, которые, если верить журналу L’Hebdo, были «настоящим адом», способствуют её уходу из кино: «Я писала всё больше и больше». Она заявляет, что больше не хочет сниматься с типом, который возомнил себя Лемми Коушеном (англ. Lemmy Caution): «мы были там для декора» вокруг Эдди Константина.
И после 1967 года она навсегда оставляет актёрскую профессию.

### Литературное творчество
Родители Линды Бастид учат её читать и писать с 4-х лет, в дальнейшем она проглатывает всё, что ей попадается под руку. В лицее она заполняет 150 страниц своей красной записной книжки собственными стихами и в её актёрский период постоянно носит в сумочке блокнот и ручку.
В 1953 году Линда Бастид издаёт первый поэтический сборник À cloche-coeur (В сердце-колокол), состоящий из стихотворений красной записной книжки её детства.
В 1958 году, после переиздания этого сборника, ей вручают Приз муз (Prix des Muses), жюри которого избирается среди звёзд сцены и экрана, таких как: Надин де Ротшильд, Милен Демонжо, Доминик Паж (фр. Dominique Page), Мишель Бардолле (фр. Michèle Bardollet), Николь Берже. В 1963 году за своё стихотворение Le Montmartre (Монмартр) она получает приз Жана Кокто, учреждённый поэтом незадолго до его смерти
После ухода из кино она сочиняет тексты для песен, один из них кладёт на музыку Франсис Ле. По рекомендации Жака Превера, недалеко от которого она жила на Монмартре, она отправляет издателю Ги Отье (фр. Guy Authier) рукопись её прозаического сочинения и в 1973 году выпускает свой первый роман L’Insolence du Lundi.
Член французского ПEН-клуба и Хартии авторов (фр. Charte des Auteurs), Линда Бастид на сегодняшний день является автором 5-ти романов и 14-ти поэтических сборников, 2 из которых переведены на английский язык, 2 — на испанский, 1 — на итальянский, 3 — на окситанский, 7 — на румынский. Она награждена 10-ю французскими и 6-ю международными литературными призами, среди которых есть одна из самых престижных наград —- Международный приз Ришельё (фр. Prix Richelieu International), учреждённый в Канаде и присуждаемый ежегодно в течение 15-ти лет поэтическим произведениям на французском языке.
Не переставая писать сама, она работает с франкоязычными поэтами со всего мира, чтобы обеспечить две страницы раздела «Поэзия», доверенные ей Мидани М`Барки (фр. Midani M'Barki), основателем и директором газеты Paris-Montmartre (Париж-Монмартр), и создает своё небольшое издательство Poètes à vos plumes. Также она выполняет работу пресс-корреспондента сайта Les Bavards du Net.

### Другие стороны творчества
Помимо её страсти к занятиям литературой, Линда Бастид увлечена живописью. Её акварели побывали на художественных выставках во Франции, Тунисе и Румынии.
Вспоминая то время, когда она оказалась мимолётной звёздочкой французского кино, Линда Бастид говорит: « … мне кажется это почти нереальным», но она не упускает возможности знакомить новые поколения зрителей как во Франции, так и за рубежом с работой Полы Дельсоль, которую высоко ценит.
В 2012 году Линда Бастид становится почётным гостем на фестивале в Логроньо (Испания), где медиатека имени Рафаэля Асконы в рамках программы «Tres mujeres y el amor» впервые в Испании с большим успехом показывает фильм с участием Линды Бастид между «Презрением» Годара с Брижит Бардо и «Шербурскими зонтиками» с Катрин Денёв.
В 2013 году по приглашению Клинта Иствуда она представляет «Дрейф» на Фестивале искусства и кино (англ. Carmel Art and Film Festival) в Кармель-у-моря (англ. Carmel-by-the-Sea), штат Калифорния. В 2015 году её снова приглашают в Испанию для представления «Дрейфа» на кинофестивале, проводимым в Центре Луиса Бунюэля в Каланде. В этом же году она приезжает с фильмом в США на Нью-йоркский зелёный фестиваль (англ. New York City Green Festival). · 

### Поэзия Линды Бастид на русском языке
Поэтическое творчество Линды Бастид становится известным в России благодаря румынской поэтессе Елисабете Богэцан (рум. Elisabeta Bogățan), которая в 2011 году узнаёт о проведении в России в рамках Фестиваля «Рубикон» конкурса поэтических переводов и присылает своему российскому другу и поэту Светлане Трагоцкой, входящей в жюри конкурса, свой перевод на русский язык 2-х стихотворений Линды Бастид: Valse (Вальс) и Mezzo-voce (Меццо-сопрано).
По итогам конкурса переводы этих стихотворений Аллой Кочубей получают Гран-при, тогда как переводы Галины Шестаковой («Меццо-сопрано») и Светланы Трагоцкой («Вальс») занимают соответственно 2-е и 3-е места. Посредством Интернета Линда Бастид награждается дипломом Фестиваля «Рубикон» а также получает диплом за участие в поэтическом конкурсе-фестивале «Мир без границ». Она не решилась приехать в эти далёкие для неё города, но очень гордится тем, что стала «первым французским поэтом, получившим русскую награду».
Переводы на русский язык поэтического сборника Линды Бастид Le fil du miroir («Нить зеркала») сделаны российским поэтом Татьяной Воронцовой, румынским поэтом Лео Бутнару и польским поэтом Богданом Сачковским (пол. Bogdan Saczkowski).
В 2014 году белорусская художница Лариса Нури, живущая много лет во Франции, делает перевод на русский язык сборника Линды Бастид Treize pas sur les pavés bleus de Montmartre («Тринадцать шагов по голубым мостовым Монмартра») и иллюстрирует его фрагментами своих картин. В январе 2015 года Линда Бастид и Лариса Нури организуют свой стенд на 6-м ежегодном фестивале Дни русской книги в парижской мэрии 5-го округа. В октябре 2015 года Линду Бастид приглашают выставить и подписать сборник на ежегодном Салоне русской книги в Российском центре науки и культуры в Париже. Это двуязычное французско-русское издание оказалось настолько успешно, что от этой коллекционной художественной книги осталось всего несколько экземпляров.

### Общественная деятельность
- Бывший вице-президент Общества французских поэтов (фр. Société des Poètes Français).
- 2007 : Посол французских поэтов в Румынии, Петрила (Румыния)
- 2011 : культурный посол Республики Монмартра
- 2012 : европейский культурный посол, Логроньо, (Испания)
- 2012 : кандидат во Французскую академию[12]

## Карьера

### Фильмография
| Работы в кино | Работы в кино | Работы в кино                  | Работы в кино                      | Работы в кино                     | Работы в кино                                              |
| Год           | Формат        | Русское название               | Оригинальное название              | Режиссёр                          | Примечание                                                 |
| ------------- | ------------- | ------------------------------ | ---------------------------------- | --------------------------------- | ---------------------------------------------------------- |
| 1955          | х/ф           |                                | Le pain vivant                     | Jean Mousselle                    | (как Линда Вандаль)                                        |
| 1955          | к/м           | «Путь звезды»                  | Le chemin de l'étoile              | Jean Mousselle                    | нелегальная эмигрантка, которая рожает (как Линда Вандаль) |
| 1958          | х/ф           | «Женские тюрьмы»               | Prisons de femmes                  | Maurice Cloche                    | (как Линда Вандаль)                                        |
| 1959          | х/ф           | «Барахольщики»                 | I magliari / Profession : Magliari | Франческо Рози                    | Фрида (как Линда Вандаль)                                  |
| 1960          | х/ф           | «Остров любви»                 | To nisi tis agapis                 | Kostas Karagiannis                | Катрин (как Линда Вандаль)                                 |
| 1964          | к/ф           | Дрейф                          | La dérive / Une fille à la dérive  | Пола Дельсоль                     | Jacquie / Jaqueline (как Жаклин Вандаль)                   |
| 1964          | х/ф           |                                | Les pieds nickelés                 | Jean-Claude Chambon               | (как Жаклин Вандаль)                                       |
| 1965          | х/ф           | «Только женщин тут не хватает» | Ces dames s’en mêlent              | Raoul André                       | Кора (как Жаклин Вандаль)                                  |
| 1966          | т/сериал      | «Сесилия, сельский доктор»     | Cécilia, médecin de campagne       | André Michel                      | (как Жаклин Вандаль)                                       |
| 1968          | х/ф           | «Три девушки под солнцем»      | Trois filles vers le soleil        | Roger Fellous (как Roger Baumont) | Моник (как Жаклин Вандаль)                                 |

### Сочинения

#### Проза
- Linda Bastide. L’Insolence du Lundi. — Paris: Guy Authier, 1973. — 188 с.
- Linda Bastide. Chelsea Hôtel, Julien…. — Paris: Guy Authier, 1977. — 161 с.
- Linda Bastide. Le Journal Immobile d’Éléonore. — 6-е изд. — Paris ; Montréal (Québec) ; Torino: L’Harmattan, 2000. — ISBN 2-7384-9532-X.
- Linda Bastide. Le côté d’où vient la nuit. — Paris ; Torino ; Budapest: L’Harmattan, 2006. — 205 с. — ISBN 2-296-01803-3.
- Linda Bastide. Marcel-Charles ou le côté d'où vient le soleil. — Ed NP, 2010. — 280 с.
- Linda Bastide. Saint-Denis - Frontstalag 111 pour Juifs Anglo-Américains Ou les Coulisses du Silence. — Petra, 2017. — (Méandre). — ISBN 978-2847431919.

#### Поэтические сборники
- Linda Vandal. À cloche-coeur. — Jean Grassin éditeur, 1955. — Т. 32. — (Poètes présents).
- Linda Bastide. L’Homme Nu. — Paris: Nouvelle Pléiade, 1995. — 37 с.
- Linda Bastide. Ma Mille Vendange. — Grassin. Réédition, 1995.
- Linda Bastide. . — Grassin. Réédition, 1995.
- Linda Bastide. Île-Montagne de la Clape, vigneron souviens-toi des marins. — Narbonne: Recherches graphiques, 2001. — 83 с. — ISBN 2-902519-01-X.
- Linda Bastide. Plumes. — Paris: Les 3 Orangers, 2003. — 64 с. — ISBN 2-912883-29-6.
- Linda Bastide. Montmartre raconté par 36 poètes d’aujourd’hui. — Paris: Association Poètes à vos plumes, 2004. — 90 с.
- Linda Bastide. Une plume verte qui courait dans l’herbe. — Paris: Les 3 Orangers, 2005. — 74 с. — ISBN 2-912883-43-1.
- Linda Bastide. Petit fatras, alpha, bêta, etc…. — Paris: Association Poètes à vos plumes, 2006. — 59 с. — ISBN 2-9523603-1-6.
- Linda Bastide. Narbonne ou les Jardins d'Antoine. — La Pierre Milliaire, 2008. — ISBN 978-2953288704.
- Linda Bastide. Fétu de paille, l'épouvantail épouvanté. — La Pierre Milliaire, 2009.
- Linda Bastide. Le Fil du Miroir. — La Pierre Milliaire, 2011.
- Linda Bastide. 13 pas dans le sable. — Vanves: Éd. du Bout de la rue, 2013. — 65 с. — ISBN 979-10-91176-30-9.
- Linda Bastide. 13 pas sur les pavés bleus de Montmartre. — Sète: Éditeur imprimeur FLAM, 2014. — 66 с. — ISBN 979-10-91704-98-4.

#### Поэзия в переводе на русский язык
- Linda Bastide. Тринадцать шагов по голубым мостовым Монмартра = Treize pas sur les pavés bleus de Montmartre. — Éditeur imprimeur FLAM, 2014. — 66 с. — ISBN 979-10-91704-99-1.

## Литературные награды
| Французские | Французские | Французские |
| --- | ----------- | ----------- |
| 1958 : Приз муз (Prix des Muses), вручённый в Кафе Procope (Париж) за сборник À Cloche cœur |             |             |
| 1963 : Приз Жана Кокто (Prix Jean-Cocteau), вручённый Пьером Мак-Орланом в ресторане Ла Кремайер (La Crémaillère) на Монмарте за стихотворение Le Mont Martre                                                                    |             |             |
| 1995 : Prix du Moulin de l’Écluse, вручённый писателем Пьером Беарном (Pierre Béarn) в Карнаке за стихотворения S’il te plait Père Noël и Baby Blues                                                                             |             |             |
| 1995 : Приз Вернёя-сюр-Авр (Prix de Verneuil-sur-Avre) за стихотворение L’Épouvantail |             |             |
| 1995 : Приз винограда и вина (Prix de la Vigne et du Vin) за стихотворение Le Vent Marin, Лёкат |             |             |
| 2006 : Приз Жана Кокто (Prix Jean-Cocteau) за стихотворение Le Temps, Шатель-Гийон |             |             |
| 2008 : Медаль Вернель (Médaille Vermeil) Académie Internationale de Lutèce за стихотворение Narbonne ou les Jardins d’Antoine, Париж                                                                                             |             |             |
| 2009 : Приз Жана Кокто (Prix Jean-Cocteau) за стихотворение Cathédrale St Just, Шатель-Гийон |             |             |
| 2010 : Приз писателей и поэтов, проводников памяти о Марселе-Шарле Геше (Prix des écrivains et poètes passeurs de mémoire pour Marcel-Charles Gaichet)                                                                           |             |             |
| Международные |             |             |
| 2006 : Grand Prix Confluente за поэтическое искусство, Петрила (Румыния) |             |             |
| 2007 : Prix d’Excellence за продвижение Румынской Культуры во Франции, Петрила (Румыния) |             |             |
| 2007 : Гран-при за поэтическое искусство. Международный фестиваль в Дева (Румыния) |             |             |
| 2009 : Приз Министерства Культуры Румынии. |             |             |
| 2011 : диплом участника Международного конкурса поэтических переводов с французского языка «Радуга любви» в рамках Фестиваля «Рубикон», Смоленск                                                                                 |             |             |
| 2011 : диплом участника поэтического конкурса-фестиваля «Мир без границ», Вязьма |             |             |
| 2012 : Приз Ришельё (Prix Richelieu) на XV° Международном благотворительном конкурсе франкоязычного поэтического искусства (Concours Caritatif International de Poésie Francophone) за сборник Le Fil du Miroir, Оттава (Канада) |             |             |